# 沃茨維爾 (阿拉巴馬州)
沃茨維爾（英語：Wattsville）是一個位於美國阿拉巴馬州聖克萊爾縣的非建制地區。該地的面積和人口皆未知。

## 地理
沃茨維爾的座標為33°40′53″N 86°16′47″W / 33.68139°N 86.27972°W，而該地的平均海拔高度為176米（即577英尺）。